# Harry Northrup
Harry Northrup (31 de julho de 1875 — 2 de julho de 1936) foi um ator de cinema mudo norte-americano nascido na França. Ele apareceu em 135 filmes entre 1911 e 1935. Nasceu em Paris e faleceu em Los Angeles, Califórnia.

## Filmografia selecionada
- The Millionaire's Double (1916)
- Their Compact (1917)
- The Eyes of Mystery (1918)
- The Fear Woman (1919)
- The Prince of Avenue A (1920)
- The White Circle (1920)
- The Unchastened Woman (1925)
- The Squaw Man (1931)